# James Irvine (designer)
Pour les articles homonymes, voir James Irvine.
 (juillet 2021).
Si vous disposez d'ouvrages ou d'articles de référence ou si vous connaissez des sites web de qualité traitant du thème abordé ici, merci de compléter l'article en donnant les références utiles à sa vérifiabilité et en les liant à la section « Notes et références ».
James Irvine, né en 1958 à Londres et mort le 18 février 2013 à Milan, est un designer britannique. 

## Biographie

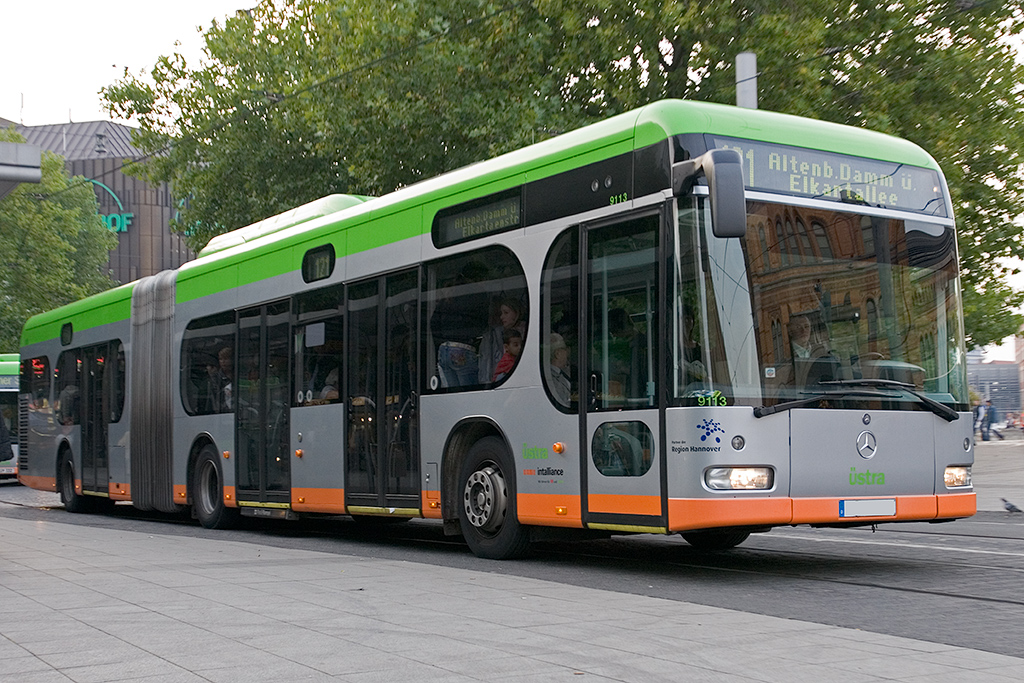
Un bus Mercedes-Benz Citaro.

Durant ses études, James Irvine fait la connaissance de Jasper Morrison, duquel il restera très proche. Il obtient son masters degree au Royal College of Art en 1984 puis s’installe à Milan, où il travaille en tant que consultant, sous la direction d’Ettore Sottsass et Michele De Lucchi.
En 1989, il crée son propre studio, toujours à Milan. En 1999, il dessine la gamme de bus Mercedes-Benz Citaro ainsi que les aubettes pour la ville de Hanovre, en préparation de l’Exposition universelle de 2000.

## Récompenses et distinctions
James Irvine a été récompensé par le titre de Royal Designer for Industry en 2004.